# Culicula rufa
Culicula rufa är en fjärilsart som beskrevs av Louis Beethoven Prout 1929. Culicula rufa ingår i släktet Culicula och familjen nattflyn. Inga underarter finns listade i Catalogue of Life.